# توماس فلورنوي
توماس فلورنوي هو محامي وسياسي أمريكي، ولد في 15 ديسمبر 1811 في مقاطعة برينس إدورد في الولايات المتحدة، وتوفي في 12 مارس 1883 في مقاطعة هاليفاكس في الولايات المتحدة. نشط حزبياً في حزب لا أدري. وقد انتخب عضو مجلس نواب الولايات المتحدة عن ولاية فرجينيا ‏ وانتخب عضو مجلس النواب الأمريكي ‏.